# Psi Leonis
Psi Leonis (ψ Leonis, förkortat Psi Leo, ψ Leo)  är en stjärna belägen i den östra delen av stjärnbilden Lejonet. Den har en skenbar magnitud på 5,38, är svagt synlig för blotta ögat där ljusföroreningar ej förekommer. Baserat på parallaxmätning inom Hipparcosuppdraget på ca 34,5 mas, beräknas den befinna sig på ett avstånd på ca 95 ljusår (ca 29 parsek) från solen. På det beräknade avståndet minskas stjärnans skenbara magnitud med 0,3 enheter genom en skymningsfaktor på grund av interstellärt stoft. 

## Egenskaper
Primärstjärnan Psi Leonis A är en röd till orange jättestjärna av spektralklass M2 IIIab. Den har en radie som är ca 35 gånger större än solens och utsänder från dess fotosfär ca 900 gånger mera energi än solen vid en effektiv temperatur av ca 3 800 K.
Psi Leonis är en misstänkt variabel stjärna med en uppmätt variation i magnitud på 0,018 enheter. Den har en visuell följeslagare med skenbar magnitud på 11,63 med en vinkelseparation av 281,60 bågsekunder vid en positionsvinkel på 139°, år 2000.